# Craig Sheffer
Craig Eric Sheffer (ur. 23 kwietnia 1960 w York, w stanie Pensylwania) – amerykański aktor, reżyser i producent filmowy i telewizyjny. Wystąpił w roli Aarona Boone’a w horrorze dark fantasy Nocne plemię (Nightbreed, 1990), jako Norman Maclean w dramacie Rzeka wspomnień (A River Runs Through It, 1992) oraz jako Keith Scott w serialu The CW Pogoda na miłość (One Tree Hill, 2003-2007).

## Życiorys

### Wczesne lata
Urodził się i wychowywał w York, w stanie Pensylwania jako syn Anny Sheffer, która pracowała w sanatorium, i Rodneya „Rocka” Sheffera, strażnika więziennego, który przy świetle księżyca pisał scenariusze. Dorastał wraz ze swoim bratem Hoganem, który został scenarzystą m.in. opery mydlanej As the World Turns.
Od wczesnych lat chętnie występował w inscenizacjach dla rodziców i nagrywał filmy amatorskie. W 1975, w wieku 15 lat, brał udział w przeglądach regionalnych i państwowych szkół teatralnych. Po ukończeniu szkoły średniej York Suburban High School w Yorku, studiował dramat w East Stroudsburg State College, gdzie będąc obiecującym graczem baseballu i piłki nożnej doznał kontuzji kolana.
Mając 20 lat wraz ze swoją przyjaciółką przeniósł się do Nowego Jorku. Stracił jednak pracę i spędził kilka tygodni jako bezdomny, sypiając pod marmurowymi schodami w Grand Central Terminal. Dorabiał jako śmieciarz, pomocnik kelnera, dozorca, obsługa na parkingu (dla Counta Basie i jego żony), sprzedawca gazet i kelner, żywił się przez tydzień przy Kościele Zjednoczeniowym. Później zaczął występować w reklamach.

### Kariera
Karierę aktorską rozpoczął od udziału w dwóch operach mydlanych ABC - Tylko jedno życie (One Life to Live, 1982) w roli nastoletniego Iana Haydena i Hamptons (The Hamptons, 1983) jako Brian, nastoletni syn państwa Chadway. W 1983 zadebiutował na scenie Broadway w roli Alana w dramacie Harveya Fiersteina Trylogia miłosna (Torch Song Trilogy). Po raz pierwszy został obsadzony do filmu jako Frankie - lider lokalnego zespołu rockowego ze szkoły średniej w Speelburgh, The Pack (Jimmy and the Mustangs) w muzycznej komedii fantastycznonaukowej Jamesa Fargo Kosmici grają rocka (Voyage of the Rock Aliens, 1984) u boku Pii Zadory. Jego główną rolą w filmach była postać Bryona Douglasa, najlepszego przyjaciela niespokojnego nastolatka (Emilio Estevez) w dramacie Co było, minęło (That Was Then... This Is Now, 1985), Joego Fiska - więźnia w obozie pracy w melodramacie Ogień z ogniem (Fire with Fire, 1986) z Virginią Madsen, antagonistycznego bogatego dzieciaka Hardy’ego Jennsa w melodramacie Some Kind of Wonderful (1987) z udziałem Erica Stoltza, Mary Stuart Masterson i Lei Thompson oraz Roba Harrisona zakochanego w  kosmetyczce (Ricki Lake) z nadwagą w telewizyjnym komediodramacie CBS Podryw (Baby Cakes, 1989).
Podjął się produkcji melodramatu Instant Karma (1990), gdzie zagrał główną postać zakochanego scenarzysty seriali telewizyjnych. W roku 1990 zdiagnozowano u niego nowotwór, który zanikł po realizacji filmu Roberta Redforda Rzeka wspomnień (A River Runs Through It, 1992), gdzie zagrał dorastającego w Montanie, wychowywanego przez surowego ojca-pastora, rozsądnego, zamkniętego w sobie i odpowiedzialnego starszego brata Brada Pitta. Był producentem wykonawczym satyrycznego filmu sci-fi Człowiek demolka (Demolition Man, 1993) z Sylvestrem Stallone, Wesleyem Snipesem i Sandrą Bullock. Otrzymał rolę Keitha Scotta w serialu The CW Pogoda na miłość (One Tree Hill, 2003-2007), pokonując kontrkandydatów takich jak Jeffrey Dean Morgan.

## Życie prywatne
W 1985 przeżył załamanie nerwowe, podczas którego przez kilka miesięcy nie był w stanie opuścić domu. W latach 1989–96 związany był z aktorką Gabrielle Anwar, z którą ma córkę Willow Xylię Anwar (ur. 8 listopada 1993 w Los Angeles). W latach 2003–2004 jego partnerką była aktorka Leigh Taylor-Young.

## Filmografia

### Obsada aktorska

#### Filmy fabularne
- 1984: Kosmici grają rocka (Voyage of the Rock Aliens) jako Frankie
- 1985: Co było, minęło (That Was Then... This Is Now) jako Bryon Douglas
- 1986: Ogień z ogniem (Fire with Fire) jako Joe Fisk
- 1987: Some Kind of Wonderful jako Hardy
- 1988: Decydująca runda (Split Decisions) jako Eddie McGuinn
- 1989: Podryw (Baby Cakes, TV) jako Rob Harrison
- 1990: Instant Karma jako Zane
- 1990: Stowarzyszenie umarłych dusz (Nightbreed) jako Aaron Boone/Cabal
- 1991: Cisza przed burzą (Eye of the Storm) jako Ray
- 1991: Fałszywy przyjaciel (Blue Desert) jako Randall Atkins
- 1992: Rzeka wspomnień (A River Runs Through It) jako Norman Maclean
- 1993: Program (The Program) jako Joe Kane
- 1993: Uprowadzenie (Fire in the Sky) jako Allan Dallis
- 1993: Amazonka w ogniu (Fire on the Amazon) jako R.J.
- 1994: Dwoje czyli troje (Sleep with Me) jako Frank
- 1994: Droga śmierci (The Road Killers) jako Cliff
- 1995: Bloodknot jako Mike
- 1995: Honor kawalerzysty (In Pursuit of Honor, TV) jako porucznik Marshall Buxton
- 1995: Bandycki szlak (The Desperate Trail) jako Jack Cooper
- 1995: Skrzydła odwagi (IMAX, Wings of Courage) jako Henri Guillaumet
- 1996: A Season in Purgatory (TV-CBS) jako Constant Bradley
- 1996: Urwanie głowy (Head Above Water) jako Lance
- 1996: Grób (The Grave) jako King
- 1997: Lep na muchy (Flypaper) jako Bobby Ray
- 1997: Wesołych Świąt, George Bailey' (Merry Christmas, George Bailey', TV) jako Ernie Bishop/Ed/Bridgekeeper
- 1997: Double Take jako Connor Mcewen
- 1997: Władza wykonawcza (Executive Power) jako Nick Seger
- 1997: Miss Evers' Boys (TV-HBO) jako dr Douglas
- 1997: Rozkosz (Bliss) jako Joseph
- 1998: Rhapsody in Bloom (TV) jako Jack Safrenek
- 1998: Druga prawda (The Fall) jako Adam Ellis
- 1998: Cień wątpliwości (Shadow of Doubt) jako Laird Atkins
- 1999: Pawilon (The Pavilion) jako Frank Cassilis
- 1999: Powrót Merlina (Merlin: The Return) jako Mordred
- 2000: Without Malice (TV) jako doktor Paul Venters
- 2000: Maze jako Mike
- 2000: Misja do wnętrza Ziemi (Deep Core) jako Brian Goodman
- 2000: Net Worth jako Woody Miller
- 2000: Turbulencja 2: Strach przed lataniem (Turbulence 2: Fear of Flying) jako Martin Messerman
- 2000: Hellraiser V: Wrota piekieł (Hellraiser: Inferno) jako Joseph Thorne
- 2001: Berserker jako Boar
- 2001: Błąd systemu (Cabin Pressure, TV) jako Peter 'Bird Dog' Dewmont
- 2001: Turbulencja 3 (Turbulence 3: Heavy Metal) jako Nick Watts
- 2001: Rytuał (Ritual) jako Paul Claybourne
- 2001: Fruwający wirus (Flying Virus) jako Marty Baurer
- 2001: Na dopingu (Deadly Little Secrets) jako Gordon Childs
- 2002: Final Breakdown jako detektyw Stratten
- 2003: Save It for Later jako Marco
- 2003: Mob Dot Com jako Shamus
- 2003: Dracula II: Odrodzenie (Dracula II: Ascension) jako Lowell
- 2004: Przypowieść o synu marnotrawnym (Prodigal Son) jako Alan
- 2005: Ghosts of Les Cheris jako Szalony Bill
- 2005: Tom’s Nu Heaven jako Tom Mitchell
- 2005: Drugi front (The Second Front) jako Frank Hossom
- 2006: Zaginiony synek (Long Lost Son, TV) jako Quinn Halloran / John Williams
- 2006: Find Love
- 2008: Przeklęta forsa (Love Lies Bleeding) jako Morton
- 2008: Zaraz wracam (While She Was Out) jako Kenneth
- 2010: Prochy Angeli (Ashleys Ashes) jako Bill
- 2010: Morderstwo w pensjonacie (Lies Between Friends) jako szeryf Zach Watts
- 2012: Bad Ass: Twardziel (Bad Ass) jako adwokat
- 2012: Twardziele (Stand Up Guys) jako Jargoniew #1
- 2012: Znak (The Mark) jako Chad Turner
- 2013: Znak: Odkupienie  (The Mark 2: Redemption) jako Chad
- 2016: Kodeks sprawiedliwego (Code of Honor) jako major William Porter

#### Seriale TV
- 1982: Tylko jedno życie (One Life To Live) jako Ian Hayden
- 1983: Hamptons (The Hamptons) jako Bruce Chadway
- 1986-88: Wilczek (Teen Wolf) jako Mick
- 1993: Świat według Bundych (Married... with Children) jako Alternatywna nagroda dla Budda
- 2001: Sprawy rodzinne (Family Law) jako Martin Antenelli
- 2002: Gliniarze bez odznak (Fastlane) jako Andrew Kane
- 2003-2007: Pogoda na miłość (One Tree Hill) jako Keith Scott
- 2005: Na Zachód (Into the West) jako starszy Robert Wheeler
- 2010: Świry (Psych) jako Federal Marshal Daniel Wayne
- 2010: Zabójcze umysły (Criminal Minds) jako James Thomas
- 2012: Mentalista (The Mentalist) jako Gary Philo
- 2012: Pogoda na miłość (One Tree Hill) jako Keith Scott
- 2012: CSI: Kryminalne zagadki Las Vegas (CSI: Crime Scene Investigation) jako Jack Gilmore
- 2013: Mroczne zagadki Los Angeles (Major Crimes) jako John Brand

### Reżyser
- 2005: American Crude
- 2004: Prodigal Son

### Producent
- 2005: American Crude
- 1990: Instant Karma

### Producent wykonawczy
- 1993: Człowiek demolka (Demolition Man)